# Vanzy
Vanzy ist eine französische Gemeinde im Département Haute-Savoie in der Region Auvergne-Rhône-Alpes.

## Geographie
Vanzy liegt auf 406 m, etwa 25 Kilometer nordwestlich der Stadt Annecy (Luftlinie). Das Bauerndorf erstreckt sich an aussichtsreicher Lage an einem nach Süden abfallenden Geländevorsprung über der Mündung des Ruisseau de Marsin in den Usses, südwestlich der Montagne de Vuache, im Genevois.
Die Fläche des 5,57 km² großen Gemeindegebiets umfasst einen Abschnitt des westlichen Genevois. Die südliche Grenze verläuft entlang der Usses, einem linken Seitenfluss der Rhône, der hier in einem bewaldeten Tal von Osten nach Westen fließt. Das Tal ist rund 150 m in die umgebenden Plateaus eingetieft. Von Norden her münden unterhalb von Vanzy der Ruisseau de Marsin und ein weiterer Seitenbach. Die Täler dieser beiden Bäche schließen den Geländevorsprung von Vanzy ein. Nach Westen erstreckt sich das Gemeindeareal auf das angrenzende Hochplateau, auf dem mit 537 m die höchste Erhebung von Vanzy erreicht wird.
Zu Vanzy gehören neben dem eigentlichen Ortskern auch verschiedene Weilersiedlungen und Gehöfte, darunter:
- Chez Martian (290 m) im Vallée des Usses
- Marteret (385 m) am nördlichen Talhang des Vallée des Usses
- Chatenod (365 m) am nördlichen Talhang des Vallée des Usses

Nachbargemeinden von Vanzy sind Clarafond-Arcine im Norden, Chessenaz im Osten, Desingy im Süden sowie Usinens und Chêne-en-Semine im Westen.

## Geschichte
Das Gemeindegebiet von Vanzy war bereits während der Römerzeit besiedelt, was anhand von Überresten eines römischen Gebäudes nachgewiesen werden konnte. Die erste urkundliche Erwähnung des Ortes erfolgte im frühen 15. Jahrhundert. Vanzy gehörte von 1860 bis 2015 zum Wahlkreis (Kanton) Frangy.

## Sehenswürdigkeiten
Die Kirche Saint-Étienne in Vanzy stammt aus dem 19. Jahrhundert. Ebenfalls sehenswert sind das am südlichen Ortsausgang stehende Château de la Fléchère (aus dem 15. und 16. Jahrhundert, später restauriert) und die Tour de Mons, die im 11. Jahrhundert errichtet wurde.

## Bevölkerung
| Jahr                       | 1962 | 1968 | 1975 | 1982 | 1990 | 1999 | 2010 | 2020 |
| Einwohner                  | 219  | 225  | 193  | 192  | 222  | 242  | 303  | 340  |
| Quellen: Cassini und INSEE |      |      |      |      |      |      |      |      |

Mit 350 Einwohnern (Stand 1. Januar 2022) gehört Vanzy zu den kleinen Gemeinden des Départements Haute-Savoie. Im Verlauf des 19. und 20. Jahrhunderts nahm die Einwohnerzahl aufgrund starker Abwanderung kontinuierlich ab (1861 wurden in Vanzy noch 489 Einwohner gezählt). Seit Beginn der 1980er Jahre wurde dank der schönen Wohnlage jedoch wieder eine leichte Bevölkerungszunahme verzeichnet.

## Wirtschaft und Infrastruktur
Vanzy ist noch heute ein vorwiegend durch die Landwirtschaft geprägtes Dorf. Von Bedeutung ist insbesondere der Weinbau an den sonnigen Südhängen. Vanzy liegt in der Weinbauregion Savoie. Weißweine aus der Rebsorte Altesse (lokal Roussette genannt) dürfen unter der geschützten Herkunftsbezeichnung Roussette de Savoie vermarktet werden. Für Weißweine anderer Rebsorten sowie Rotweine gilt die AOC Vin de Savoie.
Daneben gibt es einige Betriebe des lokalen Kleingewerbes. Zahlreiche Erwerbstätige sind Wegpendler, die in den größeren Ortschaften der Umgebung sowie im Raum Annecy ihrer Arbeit nachgehen.
Die Ortschaft ist verkehrsmäßig gut erschlossen. Sie liegt an der Hauptstraße N508, die von Annecy nach Bellegarde-sur-Valserine führt. Weitere Straßenverbindungen bestehen mit Seyssel und Chêne-en-Semine. Der nächste Anschluss an die Autobahn A40 befindet sich in einer Entfernung von rund 5 km.